# Björknäs (naturreservat)
Björknäs är ett naturreservat i Arjeplogs kommun i Norrbottens län.
Området är naturskyddat sedan 1997 och är 60 hektar stort. Reservatet omfattar en sydvästsluttning och myrmark därnedanför öster om torpet Björknäs. Reservatet består av gammal granskog med inslag av björkar och gamla tallar.